# Västmanlands norra domsagas valkrets
Västmanlands norra domsagas valkrets var vid riksdagsvalen till andra kammaren 1866-1908 en särskild valkrets med ett mandat. Valkretsen, som omfattade Gamla Norbergs bergslag samt Norrbo och Vagnsbro härader, avskaffades inför valet 1911. Valkretsen kallades Gamla Norbergs, Norrbo och Vagnsbro domsagas valkrets fram till 1873.

## Riksdagsmän
- Knut Åkerhielm (1867–1868)
- Per Andersson, lmp (1869–lagtima riksmötet 1871)
- Frans Schartau (urtima riksmötet 1871–1872)
- Carl Wilhelm Berglind, lmp (1873–1878)
- Christian Aspelin (1879–1881)
- Jan Anderson (1882–24/2 1883)
- Carl Wilhelm Berglind, lmp (24/4 1883–1884)
- Per Holm, lmp 1885–1887, gamla lmp 1888–1894, lmp 1895–1896 (1885–1896)
- Anders Andersson, lmp (1897–1899)
- Gustaf Lindgren, lib s (1900–1908)
- Gustaf Adolf Rundgren, s (1909–1911)

## Valresultat

### 1896
| Andrakammarvalet i Sverige 1896: Västmanlands norra domsagas valkrets | Andrakammarvalet i Sverige 1896: Västmanlands norra domsagas valkrets | Andrakammarvalet i Sverige 1896: Västmanlands norra domsagas valkrets | Andrakammarvalet i Sverige 1896: Västmanlands norra domsagas valkrets | Andrakammarvalet i Sverige 1896: Västmanlands norra domsagas valkrets |
| Kandidat                                                              | Kandidat                                                              | Röster                                                                | Röster                                                                | Röster                                                                |
| Kandidat                                                              | Kandidat                                                              | Antal                                                                 | %                                                                     | +− %                                                                  |
| --------------------------------------------------------------------- | --------------------------------------------------------------------- | --------------------------------------------------------------------- | --------------------------------------------------------------------- | --------------------------------------------------------------------- |
|                                                                       | Anders Andersson                                                      | 456                                                                   | 55,2                                                                  |                                                                       |
|                                                                       | Gustaf Lindgren (fp)                                                  | 369                                                                   | 44,7                                                                  |                                                                       |
|                                                                       | Övriga kandidater                                                     | 1                                                                     | 0,1                                                                   |                                                                       |
| Antal giltiga röster                                                  | Antal giltiga röster                                                  | 826                                                                   |                                                                       |                                                                       |
| Kasserade röster                                                      | Kasserade röster                                                      | 1                                                                     |                                                                       |                                                                       |
| Totalt                                                                | Totalt                                                                | 827                                                                   |                                                                       |                                                                       |

### 1899
| Andrakammarvalet i Sverige 1899: Västmanlands norra domsagas valkrets | Andrakammarvalet i Sverige 1899: Västmanlands norra domsagas valkrets | Andrakammarvalet i Sverige 1899: Västmanlands norra domsagas valkrets | Andrakammarvalet i Sverige 1899: Västmanlands norra domsagas valkrets | Andrakammarvalet i Sverige 1899: Västmanlands norra domsagas valkrets |
| Kandidat                                                              | Kandidat                                                              | Röster                                                                | Röster                                                                | Röster                                                                |
| Kandidat                                                              | Kandidat                                                              | Antal                                                                 | %                                                                     | +− %                                                                  |
| --------------------------------------------------------------------- | --------------------------------------------------------------------- | --------------------------------------------------------------------- | --------------------------------------------------------------------- | --------------------------------------------------------------------- |
|                                                                       | Gustaf Lindgren                                                       | 602                                                                   | 57,6                                                                  | ▲12,9                                                                 |
|                                                                       | N.V. Törnell i Västerfärnebo                                          | 441                                                                   | 42,2                                                                  |                                                                       |
|                                                                       | Övriga kandidater                                                     | 2                                                                     | 0,2                                                                   |                                                                       |
| Antal giltiga röster                                                  | Antal giltiga röster                                                  | 1,045                                                                 |                                                                       |                                                                       |
| Kasserade röster                                                      | Kasserade röster                                                      | 4                                                                     |                                                                       |                                                                       |
| Totalt                                                                | Totalt                                                                | 1,049                                                                 |                                                                       |                                                                       |

Valet ägde rum den 17 september 1899.

### 1902
| Andrakammarvalet i Sverige 1902: Västmanlands norra domsagas valkrets | Andrakammarvalet i Sverige 1902: Västmanlands norra domsagas valkrets | Andrakammarvalet i Sverige 1902: Västmanlands norra domsagas valkrets | Andrakammarvalet i Sverige 1902: Västmanlands norra domsagas valkrets | Andrakammarvalet i Sverige 1902: Västmanlands norra domsagas valkrets |
| Kandidat                                                              | Kandidat                                                              | Röster                                                                | Röster                                                                | Röster                                                                |
| Kandidat                                                              | Kandidat                                                              | Antal                                                                 | %                                                                     | +− %                                                                  |
| --------------------------------------------------------------------- | --------------------------------------------------------------------- | --------------------------------------------------------------------- | --------------------------------------------------------------------- | --------------------------------------------------------------------- |
|                                                                       | Gustaf Lindgren                                                       | 1,028                                                                 | 85,2                                                                  | ▲27,6                                                                 |
|                                                                       | N.V. Törnell i Västerfärnebo                                          | 164                                                                   | 13,6                                                                  | ▼28,6                                                                 |
|                                                                       | Övriga kandidater                                                     | 14                                                                    | 1,2                                                                   |                                                                       |
| Antal giltiga röster                                                  | Antal giltiga röster                                                  | 1,206                                                                 |                                                                       |                                                                       |
| Kasserade röster                                                      | Kasserade röster                                                      | 3                                                                     |                                                                       |                                                                       |
| Totalt                                                                | Totalt                                                                | 1,209                                                                 |                                                                       |                                                                       |

Valet ägde rum den 14 september 1902.

### 1905
| Andrakammarvalet i Sverige 1905: Västmanlands norra domsagas valkrets | Andrakammarvalet i Sverige 1905: Västmanlands norra domsagas valkrets | Andrakammarvalet i Sverige 1905: Västmanlands norra domsagas valkrets | Andrakammarvalet i Sverige 1905: Västmanlands norra domsagas valkrets | Andrakammarvalet i Sverige 1905: Västmanlands norra domsagas valkrets |
| Kandidat                                                              | Kandidat                                                              | Röster                                                                | Röster                                                                | Röster                                                                |
| Kandidat                                                              | Kandidat                                                              | Antal                                                                 | %                                                                     | +− %                                                                  |
| --------------------------------------------------------------------- | --------------------------------------------------------------------- | --------------------------------------------------------------------- | --------------------------------------------------------------------- | --------------------------------------------------------------------- |
|                                                                       | Gustaf Lindgren                                                       | 881                                                                   | 78,9                                                                  |                                                                       |
|                                                                       | E. Andersson i Kallmorahed                                            | 221                                                                   | 19,8                                                                  |                                                                       |
|                                                                       | Övriga kandidater                                                     | 14                                                                    | 1,3                                                                   |                                                                       |
| Antal giltiga röster                                                  | Antal giltiga röster                                                  | 1,116                                                                 |                                                                       |                                                                       |
| Kasserade röster                                                      | Kasserade röster                                                      | 4                                                                     |                                                                       |                                                                       |
| Totalt                                                                | Totalt                                                                | 1,120                                                                 |                                                                       |                                                                       |

Valet ägde rum den 10 september 1905.

### 1908
| Andrakammarvalet i Sverige 1908: Västmanlands norra domsagas valkrets | Andrakammarvalet i Sverige 1908: Västmanlands norra domsagas valkrets | Andrakammarvalet i Sverige 1908: Västmanlands norra domsagas valkrets | Andrakammarvalet i Sverige 1908: Västmanlands norra domsagas valkrets | Andrakammarvalet i Sverige 1908: Västmanlands norra domsagas valkrets |
| Kandidat                                                              | Kandidat                                                              | Röster                                                                | Röster                                                                | Röster                                                                |
| Kandidat                                                              | Kandidat                                                              | Antal                                                                 | %                                                                     | +− %                                                                  |
| --------------------------------------------------------------------- | --------------------------------------------------------------------- | --------------------------------------------------------------------- | --------------------------------------------------------------------- | --------------------------------------------------------------------- |
|                                                                       | Gustaf Adolf Rundgren                                                 | 947                                                                   | 52,2                                                                  |                                                                       |
|                                                                       | Gustaf Lindgren                                                       | 848                                                                   | 46,8                                                                  |                                                                       |
|                                                                       | Övriga kandidater                                                     | 18                                                                    | 1,0                                                                   |                                                                       |
| Antal giltiga röster                                                  | Antal giltiga röster                                                  | 1,813                                                                 |                                                                       |                                                                       |
| Kasserade röster                                                      | Kasserade röster                                                      | 8                                                                     |                                                                       |                                                                       |
| Totalt                                                                | Totalt                                                                | 1,821                                                                 |                                                                       |                                                                       |

Valet ägde rum den 13 september 1908.